# Goera uniformis
Goera uniformis är en nattsländeart som beskrevs av Banks 1931. Goera uniformis ingår i släktet Goera och familjen grusrörsnattsländor. Inga underarter finns listade i Catalogue of Life.